# 山島村
山島村（やまじまむら）は、石川県石川郡に存在した村。
村名は、江戸時代の郷名「山島郷」に由来。

## 地理
- 現在の白山市の北部、旧・松任市においては南部に位置。
- 当時は稲作や、穀物、果樹の栽培、ワラ製品生産、醸造業なども行われていた。
- 安吉にあった安吉城 - ウェイバックマシン（2008年4月17日アーカイブ分）は、加賀一向一揆の拠点の一つとなった。
- 河川など：大慶寺用水、中島用水、山島用水

## 歴史
- 1889年（明治22年）4月1日 - 町村制の施行により、吉田漆島村、矢頃島村、向島村、藤木村、寄新保村、安吉村、上島田村、内方新保村、長島村及び御影堂村の区域をもって、山島村が発足する。この内、御影堂（ごえどう）は五影堂に名称を変更する。
- 1957年（昭和32年）1月1日 - 松任町に編入する。吉田漆島は吉田町及び漆島町、上島田は上島田町及び島田町に分割する。五影堂は旧来の表記の御影堂町に名称を変更する。あとの7大字は松任町の町名に継承。
- 現在、山島の名は行政地名として「山島台」に継承されている。

## 教育
- 山島村立山島小学校

（松任町合併後は松任町立。1970年（昭和45年）4月1日に林中小学校と統合し、松任町立東南小学校（現・白山市立松南小学校）が創立されたため閉校。校舎は1972年（昭和47年）3月末まで東南小学校山島教場として存続）